# Barrio Tres Luces
Barrio Tres Luces es un barrio del municipio de Cipolletti, Departamento General Roca, Provincia de Río Negro, Argentina. Se encuentra 5 km al Sudeste del centro de Cipolletti, desarrollándose linealmente junto al canal principal de riego, 2 km al sur del Barrio Puente 83, con el cual se encuentra conurbado, y es atravesada por la Ruta Nacional 22. Limita al este con General Fernández Oro.
Cuenta con un puesto de salud.

## Población
En el censo nacional de 2010 se la incluyó dentro de la aglomeración de Barrio Puente 83, la misma cuenta con 2,512 habitantes (Indec, 2010).